# Enzo Cosimi
Enzo Cosimi (Roma, 1958) è un coreografo italiano.

## Biografia
Enzo Cosimi  ha iniziato gli studi di danza classica e moderna nella sua città natale per poi perfezionarsi al Centro Mudra creato da Maurice Béjart a Bruxelles e successivamente a New York, presso il Merce Cunningham Dance Studio. Tornato in Italia al principio degli anni Ottanta si afferma subito con una prima creazione Calore (1982) che lo proietta ai vertici della giovane danza italiana, e crea una sua compagnia Occhèsc. Coreografo ospite per il Teatro Alla Scala di Milano e del Teatro Comunale di Firenze, firma nel tempo con la sua Compagnia produzioni per il Teatro Comunale di Ferrara,  Biennale di Venezia, RED Reggio Emilia danza, Teatro Ponchielli di Cremona, Auditorium – Parco della Musica di Roma, Festival RomaEuropa, Museo di Arte contemporanea ARKEN di Copenaghen, Centre Pompidou e altre importanti realtà culturali italiane e internazionali. Collabora con personaggi d'eccezione tra i quali Miuccia Prada, Luigi Veronesi, Richie Hawtin, Giorgio Cattani, Aldo Tilocca, Louis Bacalov, Aldo Busi, Luca Spagnoletti, Daniela Dal Cin, Robert Lippok e Fabrizio Plessi con il quale crea Sciame, primo lavoro di video danza italiano. Nel 2006 firma la regia e la coreografia della cerimonia di apertura dei XX Giochi olimpici invernali di Torino 2006, con protagonista Roberto Bolle e 250 interpreti. Nel marzo 2012 viene riallestito Calore, primo lavoro di Enzo Cosimi all'interno del Progetto RIC.CI. a cura di Marinella Guatterini. Sempre nel 2012 crea una coreografia per l'Accademia Nazionale di Danza e per la Scuola Civica Paolo Grassi di Milano.
Nella sua carriera mette a segno con la sua Compagnia più di una trentina di produzioni tra cui Welcome to my world, presentata a maggio 2014 alla NID, piattaforma della danza italiana a Pisa.
Nel giugno 2014 presenta alla Biennale di Venezia la nuova creazione Sopra di me il diluvio.
Le creazioni della Compagnia Enzo Cosimi sono state rappresentate negli anni nei maggiori teatri e festival italiani, e portate in tournée in Francia, Germania, Inghilterra, Spagna, ex Jugoslavia, Austria, Svizzera, Grecia, Danimarca, Stati Uniti, (DTW di New York, Charleston, Spoleto-USA), Perù, Australia, India. Nel 2009 crea le coreografie per il film Lo Spazio Bianco, regia di Francesca Comencini, presentato alla 66ª Mostra del Cinema di Venezia..